# Olof Skötkonung

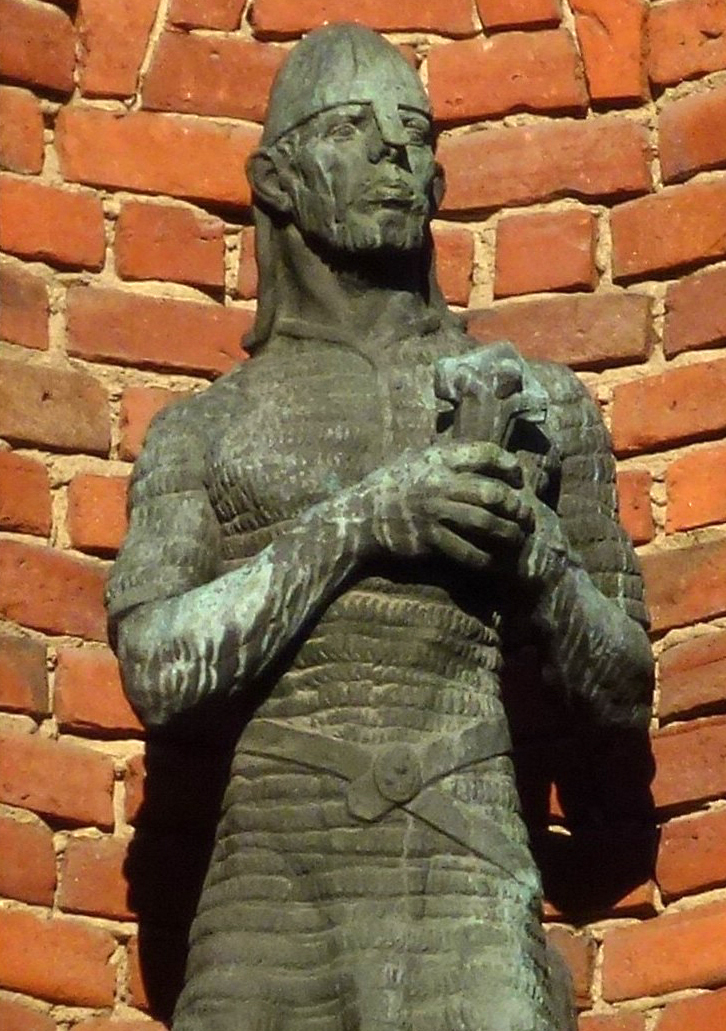
Skulptur König Olofs vor dem Stockholmer Rathaus

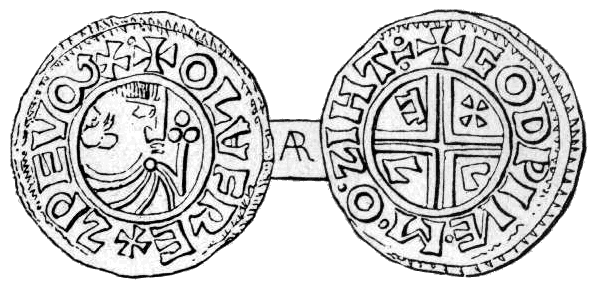
Silbermünze, die für Olof Skötkonung geschlagen wurde.

Olof Skötkonung (deutsch auch Olaf Schoßkönig oder Olaf Schatzkönig; * um 980; † um 1022) war der erste christliche König Schwedens. Seine glorreichen Fahrten werden im Óláfsdrápa sœnska besungen.

## Name
„Skot“ ist ein angelsächsisches Lehnwort und bedeutet „Schatz“ oder Schoss (Steuer).
Olof Skötkonung ließ die ersten bekannten Münzen in Schweden prägen. Daher leitet sich möglicherweise der Name vom Wort Schatz oder Steuer her.
Für die in früheren Zeiten üblichere Übersetzung als Schoßkönig (von schwedisch sköte für Schoß als Körperzone) gibt es verschiedene Deutungen, u. a.
- weil angeblich schon der ungeborene Olof als Mitkönig seines Vaters Erich bestimmt worden sein soll, eben als er noch im Schoß der Mutter heranwuchs[2], oder
- weil er bei seiner Krönung als Mitkönig noch ein Kleinkind war und auf dem Schoß der Mutter saß[3].

## Leben

### Jugend
Olof Skötkonung war ein Sohn von König Erik VIII. von Schweden und Sigrid der Stolzen. Um 995 folgte er seinem Vater nach dessen Tod als König. Seine Mutter heiratete den Dänenkönig Sven Gabelbart.

### Seeschlacht von Svolder 1000
Im Jahre 1000 zog Olof mit Sven gegen den norwegischen König Olav I. Tryggvason in die Seeschlacht von Svold. Nach der siegreichen Schlacht teilten sich beide Könige Norwegen. Olof erhielt die Regionen Bohuslän und Trøndelag. Diese Gebiete verlor er später wieder.

### Taufe 1008
1008 wurde Olof in Husaby durch Bischof Siegfried getauft, gemeinsam mit seiner Familie und dem Hofstaat. Danach förderte Olof die Errichtung des ersten schwedischen Bistums Skara.
Ein Teil der schwedischen Oberschicht und der Bevölkerung blieben ungetauft.
Sein Übertritt zum Christentum erschwerte seine Regierungstätigkeit vor allem in Svealand wahrscheinlich beträchtlich.

### Letzte Jahre
Sein Rückhalt unter den Svearn schwand in den darauffolgenden Jahren. Der lange Krieg gegen Norwegen löste Unzufriedenheit aus. Die Stämme der Jatwinger und der Kuren an der südlichen Ostseeküste stellten ihre Tributzahlungen ein.
Um 1022 wurde sein Sohn Anund Jakob zum Mitkönig gewählt.
Es ist nicht überliefert, wann und wo Olof starb (Kung Anes Sten).

## Ehe und Nachkommen
Olof war verheiratet mit Estrid, Tochter eines slawischen Obodritenfürsten.
Nachkommen waren
- Ingegerd (um 1001-um 1050) – sollte den norwegischen Thronfolger Olaf II. heiraten, um den Frieden zwischen beiden Herrscherhäusern zu sichern. Sie entschied sich aber gemeinsam mit ihren Eltern, ein zeitgleiches Angebot des Anwärters auf das Großfürstentum Kiew, Jaroslaws des Weisen vorzuziehen, den sie 1019 heiratete.
- Anund Jakob (um 1010-um 1050) – wurde 1022 schwedischer König.

Olof hatte gleichzeitig eine zweite Frau Edla, die auch slawischer Herkunft war.
Kinder waren
- Astrid, ⚭ Olav II. Haraldsson, König von Norwegen 1015–1028
- Emund der Alte, König von Schweden 1050–1060
- Holmfrid.